# Zakład akumulowany
Zakład akumulowany (AKO) – zakład bukmacherski złożony z minimum dwóch zakładów prostych, niezależnych od siebie, który jest wygrany tylko w przypadku prawidłowego wytypowania wszystkich zdarzeń na kuponie. Zdarzenia anulowane są rozliczane na kuponie po kursie 1.0.
Im większa liczba zdarzeń zawartych na kuponie, tym mniejsza szansa wygranej i większa kwota, jaką można wygrać. Wygrana jest obliczana przez iloczyn stawki i kursów zakładów prostych na kuponie.